# Prociphilus laricis
Prociphilus laricis är en insektsart. Prociphilus laricis ingår i släktet Prociphilus och familjen långrörsbladlöss. Inga underarter finns listade i Catalogue of Life.